# Nenad Bićanić
Nenad Josip Nikola Bićanić (* 6. September 1945 in Zagreb; † 8. Oktober 2016 in Veli Lošinj) war ein kroatischer Bauingenieur. Bićanić war emeritierter Universitätsprofessor der University of Glasgow. Von 1994 bis 2011 war er dort in der Nachfolge von Alexander Coull Regius Professor of Civil Engineering and Mechanics. Von 1997 bis 2001 leitete er die Fachschaft für Ingenieurwissenschaften in Glasgow.

## Leben
Geboren und ausgebildet als Bauingenieur in Zagreb, arbeitete Bićanić erst im heimatlichen Kroatien und später dann in den Niederlanden. Dort entdeckte er sein Interesse an der damals neuartigen Finite-Elemente-Methode (FEM). Dieses Interesse verleitete ihn dazu, ein Doktorandenstudium an der University of Wales in Swansea aufzunehmen, die damals ein Zentrum der FEM-Forschung war. Nach seinem erfolgreichen Abschluss (Ph.D, 1978) nahm er eine Gastprofessur an der University of Colorado in den USA auf.  Nach seiner Rückkehr nach Swansea nahm er dort eine Dozententätigkeit auf und wurde vergleichsweise schnell zum Reader befördert. Später wurde ihm die Regius Professur of Civil Engineering an der University of Glasgow angeboten.
2010 verließ Bićanić Glasgow und zog mit seiner Frau nach Oxford und lebte abwechselnd dort und auf seiner kroatischen Heimatinsel Lošinj. Dort unterstützte er 2015 die Universität Rijeka beim Aufbau einer seismischen Forschungsstation.

## Bibliografie

### Artikel
- 1989: Earthquake Input Definition and the Trasmitting Boundary Conditions
- 1990: Some computational aspects of tensile strain localization modelling in concrete
- 1993: Dynamic Loading
- 1995: Numerical analysis of corrosion cell in concrete
- 1996: Computational aspects of a softening plasticity model for plain concrete
- 1997: Simulation of progressive fracturing under dynamic loading conditions
- 1997: Damage identification in framed structures using natural frequencies
- 1998: Damage Identification in Continuum Structures From Vibration Modal Data

### Kapitel
- 1987: Nonlinear Transient Dynamic Analysis of Three Dimensional Reinforced Concrete Structures
- 1988: Nonlinear Transient Analysis of Three-Dimensional Structures – A Finite Element Program for Steel and Reinforced Concrete Materials
- 1996: Damage identification in statically determinate space trusses using single arbitrary mode

## Bücher
- 1991: Nonlinear Engineering Computations
- 1994: Computer modelling of concrete structures
- 2011: Computational Modelling of Concrete Structures